# Andrey Santos
Andrey Nascimento dos Santos (Río de Janeiro, 3 de mayo de 2004) es un futbolista brasileño que juega de centrocampista en el Chelsea F. C. de la Premier League.

## Trayectoria

### Vasco da Gama
A los cuatro años se inició en el fútbol sala para perder peso. Se enamoró de este deporte y empezó a jugar como defensa, antes de pasar a ser centrocampista durante su estancia en la cantera del C. R. Vasco da Gama.
El 6 de marzo de 2021, a la edad de 16 años, debutó como profesional con el Vasco da Gama como suplente en el minuto 85 en la derrota por 1-0 en el Campeonato Carioca ante el Volta Redonda F. C. Debutaría en liga en una derrota por 3-0 en el Campeonato Brasileño de Serie B a domicilio ante el Londrina E. C. el 28 de noviembre de 2021. En la temporada 2022, el entrenador del Vasco Zé Ricardo lo convirtió en titular del equipo, impulsando su carrera a nuevas cotas. El 7 de junio de 2022 se convirtió en el goleador más joven de la historia del club, al anotar un gol en la victoria por 3-2 a domicilio en la Serie B contra el C. N. Capibaribe.

### Chelsea
En enero de 2023 fichó por  Chelsea F.C pero se mantuvo cedido en Vasco de Gama hasta junio de ese mismo año. En julio de 2023, con la apertura del nuevo mercado de traspasos se incorporó a la plantilla del Chelsea.

### Nottingham Forest
El 25 de agosto de 2023, Andrey Santos fue anunciado como jugador del Nottingham Forest. El joven fue cedido por el Chelsea durante una temporada. Andrey recibió la camiseta número 12. Hizo su debut en el partido de la Copa de la Liga inglesa 2023-24 el 30 de agosto de 2023 contra el Burnley, una sencilla derrota por 1-0.
La etapa de Andrey en el Nottingham Forest fue extremadamente frustrante, ya que solo jugó dos partidos en la primera mitad del año y los perdió. Luego fue enviado de vuelta al Chelsea.

## Selección nacional
Representó a la selección sub-15 de Brasil en el Campeonato Sudamericano de Fútbol Sub-15 de 2019. También ha representado a su nación en la categoría sub-20.

## Estadísticas

### Clubes
Actualizado al último partido disputado el 17 de mayo de 2025.
| Club                               | Div.          | Temporada     | Liga  | Liga  | Liga   | Estatal | Estatal | Estatal | Copas nacionales | Copas nacionales | Copas nacionales | Copas internacionales | Copas internacionales | Copas internacionales | Total | Total | Total  |
| Club                               | Div.          | Temporada     | Part. | Goles | Asist. | Part.   | Goles   | Asist.  | Part.            | Goles            | Asist.           | Part.                 | Goles                 | Asist.                | Part. | Goles | Asist. |
| ---------------------------------- | ------------- | ------------- | ----- | ----- | ------ | ------- | ------- | ------- | ---------------- | ---------------- | ---------------- | --------------------- | --------------------- | --------------------- | ----- | ----- | ------ |
| C. R. Vasco da Gama · Brasil       | 2.ª           | 2021          | 1     | 0     | 0      | 1       | 0       | 0       | 0                | 0                | 0                | ―                     | ―                     | ―                     | 2     | 0     | 0      |
| C. R. Vasco da Gama · Brasil       | 2.ª           | 2022          | 33    | 8     | 0      | 2       | 0       | 0       | 1                | 0                | 0                | ―                     | ―                     | ―                     | 36    | 8     | 0      |
| C. R. Vasco da Gama · Brasil       | 2.ª           | 2023          | 6     | 1     | 0      | 4       | 0       | 0       | 1                | 0                | 0                | ―                     | ―                     | ―                     | 11    | 1     | 0      |
| C. R. Vasco da Gama · Brasil       | Total club    | Total club    | 40    | 9     | 0      | 7       | 0       | 0       | 2                | 0                | 0                | 0                     | 0                     | 0                     | 49    | 9     | 0      |
| Nottingham Forest F. C. Inglaterra | 1.ª           | 2023-24       | 1     | 0     | 0      | ―       | ―       | ―       | 1                | 0                | 0                | ―                     | ―                     | ―                     | 2     | 0     | 0      |
| Nottingham Forest F. C. Inglaterra | Total club    | Total club    | 1     | 0     | 0      | 0       | 0       | 0       | 1                | 0                | 0                | 0                     | 0                     | 0                     | 2     | 0     | 0      |
| R. C. Estrasburgo Francia          | 1.ª           | 2023-24       | 11    | 1     | 0      | ―       | ―       | ―       | —                | —                | —                | ―                     | ―                     | ―                     | 11    | 1     | 0      |
| R. C. Estrasburgo Francia          | 1.ª           | 2024-25       | 32    | 10    | 4      | ―       | ―       | ―       | 2                | 1                | 1                | ―                     | ―                     | ―                     | 34    | 11    | 5      |
| R. C. Estrasburgo Francia          | Total club    | Total club    | 33    | 11    | 4      | 0       | 0       | 0       | 2                | 1                | 1                | 0                     | 0                     | 0                     | 45    | 12    | 5      |
| Total carrera                      | Total carrera | Total carrera | 85    | 20    | 4      | 7       | 0       | 0       | 5                | 1                | 1                | 0                     | 0                     | 0                     | 96    | 21    | 5      |

## Palmarés

### Títulos internacionales
| Título                            | Equipo        | Sede           | Año  |
| --------------------------------- | ------------- | -------------- | ---- |
| Copa Mundial de Clubes de la FIFA | Chelsea F. C. | Estados Unidos | 2025 |